# Celestino Bendicho Mercader
Celestino Bendicho Mercader (València, 4 de novembre de 1970), més conegut com a Tino, és un ex-pilotari valencià professional amb l'empresa ValNet. Jugà en ocasions de mitger, però destacà com a punter i fent la ferida. Ha sigut membre de la Selecció Valenciana de Pilota.
Va debutar el 1986 al Trinquet de Pelayo (València), i va anunciar la seua retirada en febrer de 2013. A partir d'aquell moment s'allunya del món de la pilota, si bé va al trinquet de públic de tant en tant.

## Palmarès
- Escala i corda:
  - Campió Juvenil 1984 (Escoles Municipals)
  - Subcampió Campionat Mútua del Camp 1988
  - Subcampió del Campionat Nacional d'Escala i Corda 1991
  - Campió del Circuit Bancaixa 2000, 2002, 2004 i 2007
  - Subcampió del Circuit Bancaixa 1992, 1995, 1998, 2003 i 2012
  - Campió del Trofeu Ciutat de Llíria: 2008
    - Subcampió del Trofeu Ciutat de Llíria: 2012

  - Campió del Trofeu Hnos. Viel de Sueca: 2007 i 2008
  - Campió del Trofeu Universitat de València: 2006
  - Campió Trofeu Tio Pena de Massamagrell: 2008 i 2011
  - Campió del Màsters Ciutat de València: 2011
- Galotxa:
  - Campió del Trofeu Moscatell de Godelleta: 2011
    - Subcampió del Trofeu Moscatell: 2012

Campionats Internacionals de Pilota
- Campió del Mundial de Llargues 1998 a Maubeuge (França)
- Subcampió del Trofeu Internacional Alpi-Maritime, 1998
- Campió d'Europa de Llargues 1999 a Imperia (Itàlia)